# Cerbère
Pour les articles homonymes, voir Cerbère (homonymie).
Œuvres principales
Les douze travaux d'Hercule
Dans la mythologie grecque, Cerbère (en grec ancien Κέρϐερος / Kérberos) est le chien polycéphale (généralement à trois têtes, ou cinquante selon Hésiode, ou cent chez Horace) gardant l'entrée des Enfers. Il empêche les morts de s'échapper de l'antre d'Hadès et les vivants de venir récupérer certains morts.
Cerbère est notamment connu pour avoir été capturé par le demi-dieu Héraclès (Hercule) lors de ses douze travaux.
On retrouve Cerbère dans de nombreuses œuvres de la littérature grecque et romaine antique, ainsi que dans l'art et l'architecture, aussi bien moderne qu'ancienne.

## Étymologie
L'étymologie est assez incertaine et diffère selon les sources. Dans l'Antiquité, Servius avance que « Cerbère » est un dérivé de « creoberos » qui voudrait dire « dévoreur de chair », interprétation que rejette la linguistique moderne.
De nombreux philologues de la fin du dix-neuvième siècle établissent un lien avec la mythologie hindoue : l'entrée des Enfers y est gardée par deux chiens au poil sombre, fils de la chienne Saramâ ("le vent"). Dans le Rig-Véda, les frères sont tous deux nommés çabalâu ("tachetés"), avec pour noms distinctifs Çyâva ou Çyâma ("le noir, le sombre") et Çabala ou Çavala  ("le tacheté, le moucheté"). Ce dernier serait lié étymologiquement au Cerbère de la mythologie grecque. Theodor Benfey établit, dans une étude linguistique détaillée, un lien avec le prâcrit çabbala, dont il restitue la forme çarbala qu'il rapproche du terme çarvarí, rencontré dans le Rig-Véda, d'où résulte une forme restituée çarvara. D'autres auteurs de la même époque proposent des hypothèses voisines, tels qu'Albrecht Weber et Max Müller. Cette parenté linguistique sera reprise par les auteurs ultérieurs, mais également contestée par le philologue Erwin Rohde, qui la juge "faible". 
Plus récemment, l'historien Daniel Ogden, formule l'hypothèse d'un lien avec le terme sanskrit sarvarā, "tacheté, moucheté", épithète de l'un des deux chiens de Yama, le dieu de la Mort hindou, découlant selon lui d'un hypothétique proto-indo-européen *k̑érberos, de même signification. Cette étymologie est néanmoins discutée. L'historien Bruce Lincoln note, quant à lui, une similitude entre Cerbère et le chien mythologique nordique Garm, reliant les deux noms à une racine proto-indo-européenne *ger- « grogner » (peut-être avec les suffixes -*m/*b et -*r). Cependant, comme l'observe Ogden, cette analyse nécessite en fait que Kerberos et Garmr soient dérivés de deux racines indo-européennes différentes (respectivement *ker- et *gher-), et n'établit donc pas réellement de relation entre les deux noms,.

## Description

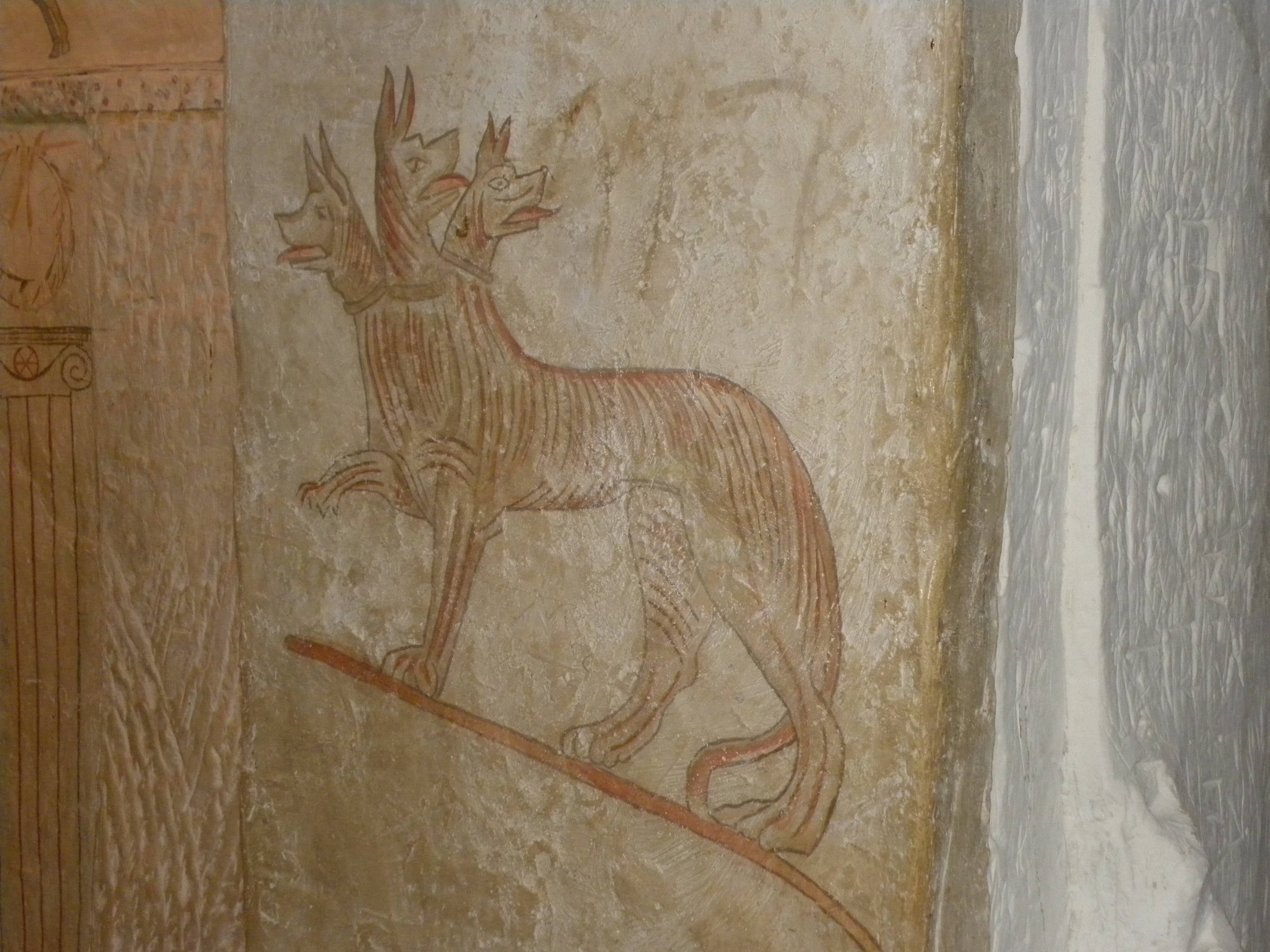
Image de Cerbère sur une peinture de tombes hellénistiques dans les grottes funéraires de Sidonian (Shéphélah), datant du IIIe siècle avant notre ère.

De nombreuses divergences existent concernant l'exacte description de Cerbère. Selon les auteurs et les époques, le chien des enfers connaît différentes formes. La représentation la plus habituelle est celle du chien à trois têtes mais les multiplicités de descriptions arrivent avec Hésiode qui représente Cerbère avec cinquante têtes ou Pindare qui va jusqu'à lui donner cent têtes.
D'autres auteurs vont donner des représentations plus extravagantes. Ainsi, Horace accorde à Cerbère une tête de chien, cent têtes de serpents et une bouche à trois langues. Pseudo-Apollodore représente le chien infernal avec trois têtes de chiens et des têtes de « tous les types de serpents », peut-être pour concilier les différences entre les auteurs.
D'autres descriptions encore plus atypiques ont été faites par Jean Tzétzès avec un chien à cinquante têtes, dont trois de chiens et le reste « des têtes de bêtes de toutes sortes ». Euripide nous présente quant à lui un Cerbère à trois têtes et trois corps, et Virgile un chien à multiples dos. Enfin, il existe des représentations de Cerbère bien plus reptiliennes que canines avec Hécatée de Milet qui fait de lui un grand serpent venimeux et Ovide qui lui donne une bouche venimeuse et des serpents sur le corps.

## Mythe

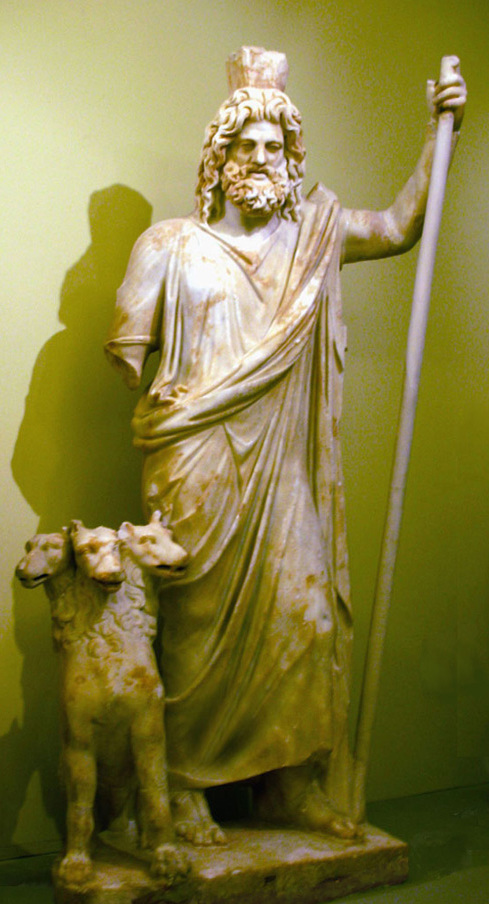
Statue montrant Cerbère aux côtés d'Hadès. Musée archéologique d'Héraklion.

### Naissance
Cerbère était le fils d'Échidna, au corps de serpent et au visage de femme, et de Typhon le serpent à plusieurs têtes. Son frère est Orthos, chien bicéphale chargé de la garde du bétail et du château de Géryon. Il serait également le frère de l'Hydre de Lerne, du lion de Némée et de la Chimère. Dans la plupart des œuvres, il est représenté avec trois têtes.
Selon certains mythes les trois têtes voient et représentent respectivement le passé, le présent et le futur ; d'autres sources suggèrent qu'elles représentent plutôt la naissance, la jeunesse et la vieillesse. Chacune des têtes n'aurait d'appétit que pour la viande vivante et autorise donc les esprits des morts à entrer dans le monde souterrain, mais les empêche d'en sortir. Cerbère fut toujours utilisé comme le fidèle gardien d'Hadès, gardant les portes donnant sur le monde souterrain.
Il était enchaîné à l'entrée des Enfers et terrorisait les morts eux-mêmes qui devaient l'apaiser en lui apportant un gâteau de miel qu'on avait placé dans leur tombe en même temps que l'obole pour Charon déposée dans la bouche. Mais Cerbère était aussi terrible pour les vivants qui essayaient de forcer la porte des Enfers comme Pirithoos et Thésée, qui cherchaient à enlever Perséphone. Psyché qui était venue chercher la boîte à cosmétique de Perséphone sur l'ordre d'Aphrodite l'endormit avec un gâteau trempé dans du vin drogué. Énée fit de même avec un gâteau soporifique préparé par la Sibylle.
Plusieurs héros parviennent à déjouer sa vigilance, voire à le vaincre. Orphée, décidé à sortir des Enfers sa femme Eurydice, morte d’une morsure de vipère, parvient à le charmer en chantant et en jouant de sa lyre. Hercule réussit à le faire dans les douze travaux d'Hercule (voir en dessous).

### Les douze travaux d'Héraclès
Eurysthée, roi de l'Argolide, donne comme dernière tâche à Héraclès la capture de Cerbère vivant. Hercule se rend alors à Éleusis, afin d'être initié aux mystères d'Éleusis, pour pouvoir entrer et sortir du monde souterrain vivant, et s'absoudre au passage pour avoir tué des centaures. Il trouve l'entrée du monde souterrain à Taenarum, et est aidé par Athéna puis Hermès pour traverser respectivement dans un sens et dans l'autre. Il passe Charon avec l'aide de Hestia.
En passant dans le monde souterrain, Hercule libère Thésée, mais la terre tremble lorsqu'il essaye de libérer Pirithoos et il doit donc le laisser sur place. Ils avaient été emprisonnés par Hadès, liés magiquement à un banc pour avoir essayé d'enlever Perséphone : la magie était si forte que lorsque Hercule libéra Thésée, des morceaux de ses cuisses restèrent sur le banc, ce qui explique pourquoi ses descendants ont les cuisses maigres.

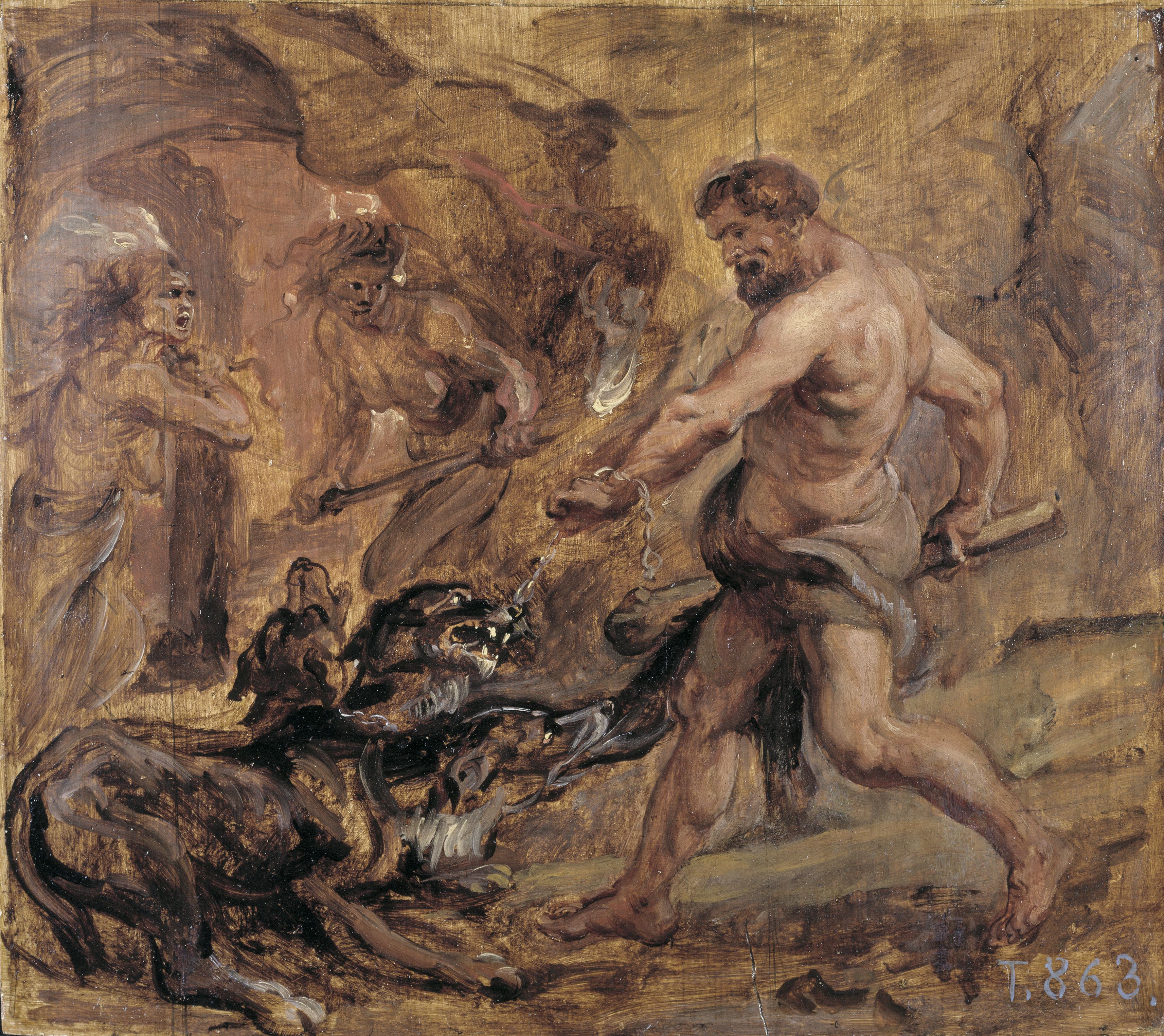
Hercule et Cerbère. Huile sur toile, par Peter Paul Rubens (1636), musée du Prado.

Héraclès rencontre enfin Hadès et lui demande la permission d'emmener Cerbère à la surface, ce à quoi Hadès consent si Hercule parvient à maîtriser la bête sans arme, ce qu'il réussit ; il écrabouille la bête pour n'en faire qu'un petit chiot et le hisse sur son dos, le traînant hors du monde des Enfers à travers une caverne du Péloponnèse. Il l’amène à Eurysthée, qui en est si effrayé qu'il demande à Hercule de le remmener au monde souterrain. De passage à Mycènes, le monstre contamine de sa bave empoisonnée des plantes, que les sorcières utiliseront ensuite pour leurs propriétés maléfiques[réf. nécessaire].

## Iconographie
De nombreuses références à Cerbère se trouvent dans l'art antique grec et romain : dans des sites archéologiques, on trouve des statues et des morceaux de l'architecture inspirés par la mythologie de cette créature. Le thème de Cerbère était assez populaire pendant la période antique, notamment avec la capture du chien par Héraclès.
La représentation de Cerbère dans l'art est divergente. Il est parfois représenté avec deux têtes, trois têtes ou bien une seule. Il est extrêmement rare voire impossible de trouver une représentation artistique de Cerbère avec plus de trois têtes. L'une des premières représentations tricéphales est présente sur une coupe qui nous vient de Laconie vers 560 av. J.-C.. On trouve des coupes et des vases le représentant aussi avec des serpents sur la queue et sur le corps. La coupe de Corinthe, qui est l'une des premières représentations datant d'environ 590-580 av. J.-C. le montre avec une seule tête et des serpents lui recouvrant le corps.
Les critiques classiques ont identifié l'une des œuvres sur Cerbère comme la « plus imaginative », celle-ci étant le vase de Laconie dans lequel Cerbère est montré avec trois têtes, une multitude de serpents lui recouvrant le corps et une queue finissant avec une tête de serpent. On voit très souvent des représentations de serpent sur Cerbère qui fait notamment référence à l'origine de ses parents, Typhon et Echidna.

## Évocations artistiques ultérieures

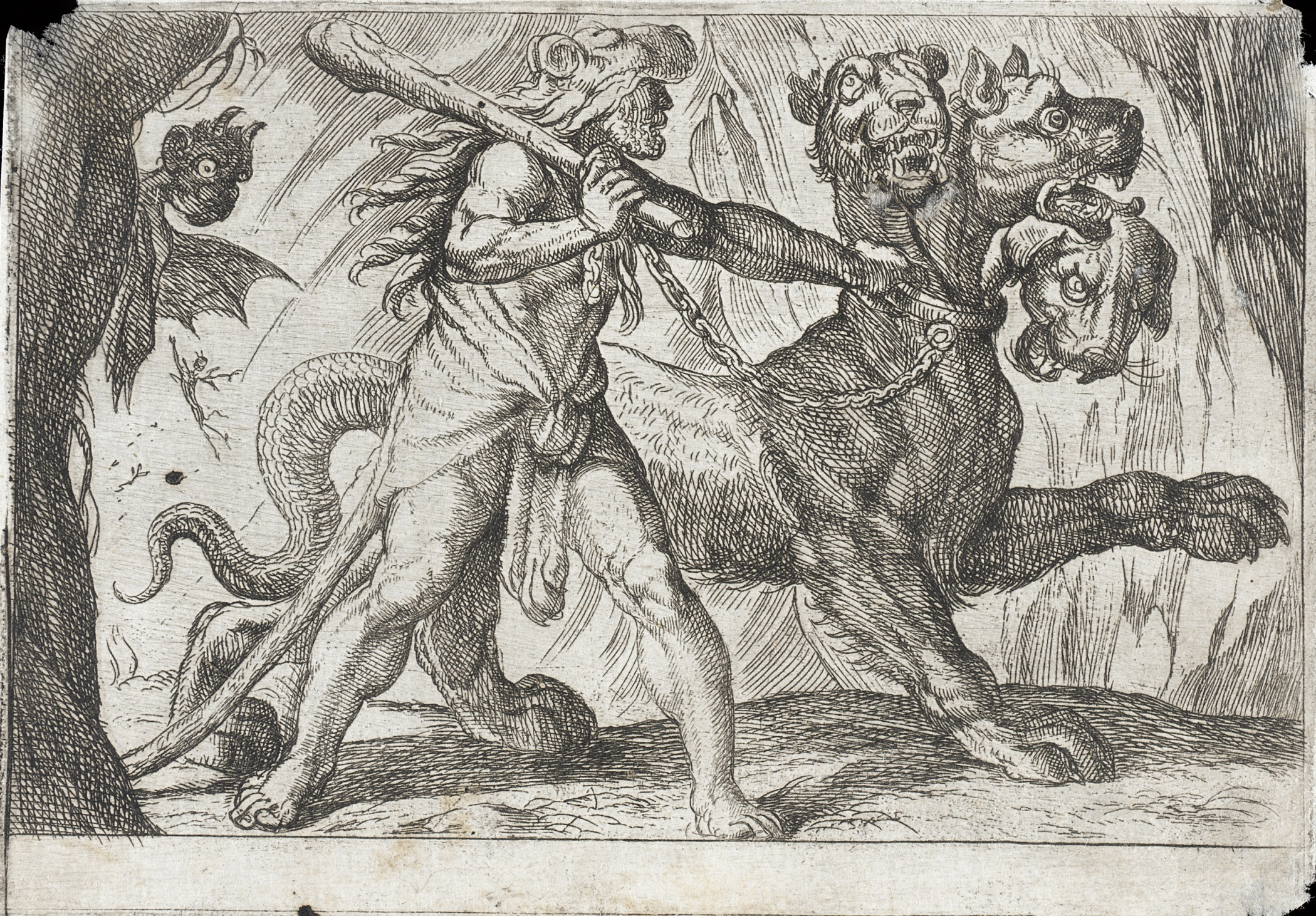
Gravure de Cerbère et Héraclès par Antonio Tempesta (Cereberum domat Hercules, publié en 1606). Musée d'Art du comté de Los Angeles.
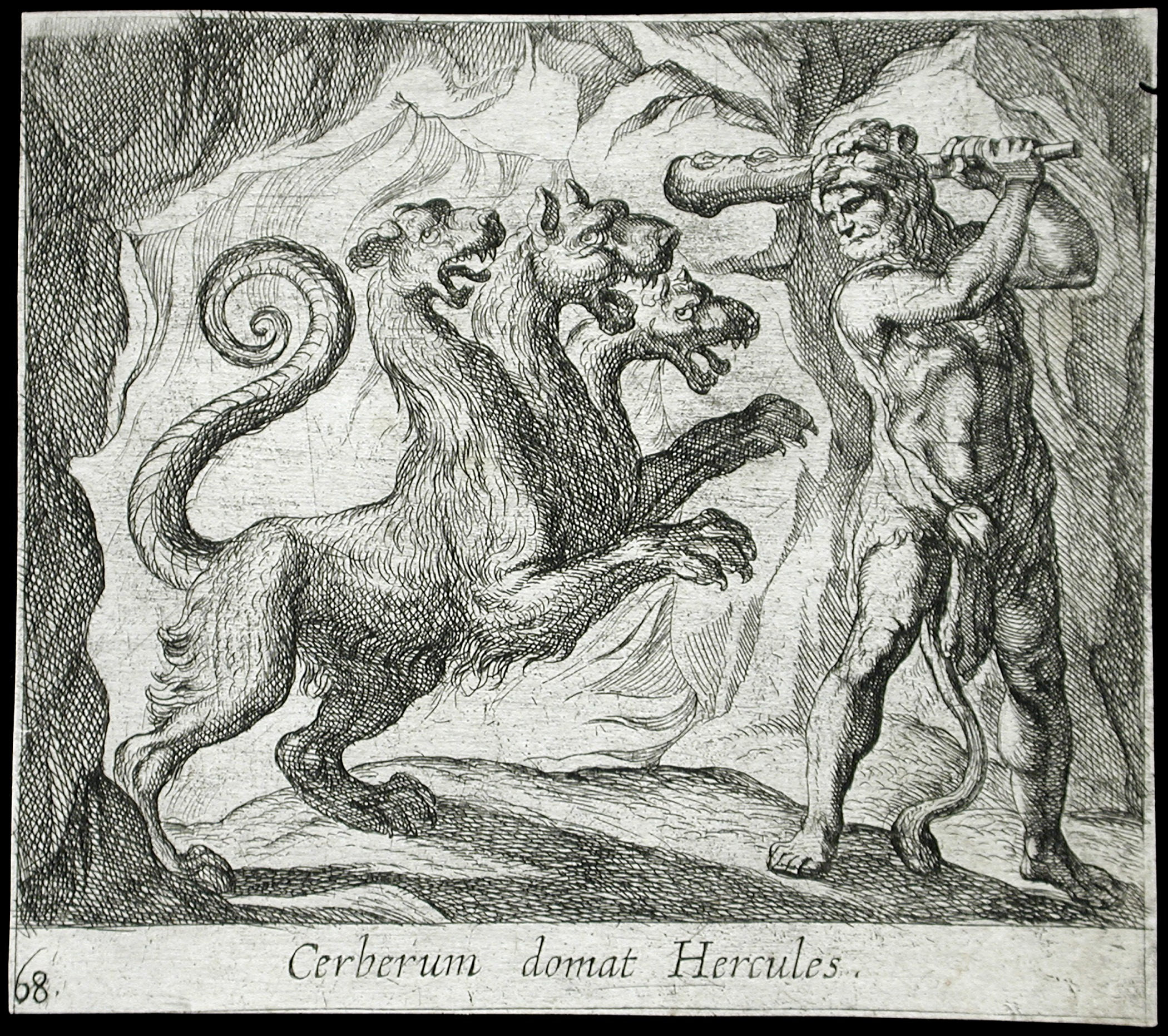
Gravure de Cerbère et Héraclès par Antonio Tempesta. Musée d'Art du comté de Los Angeles.
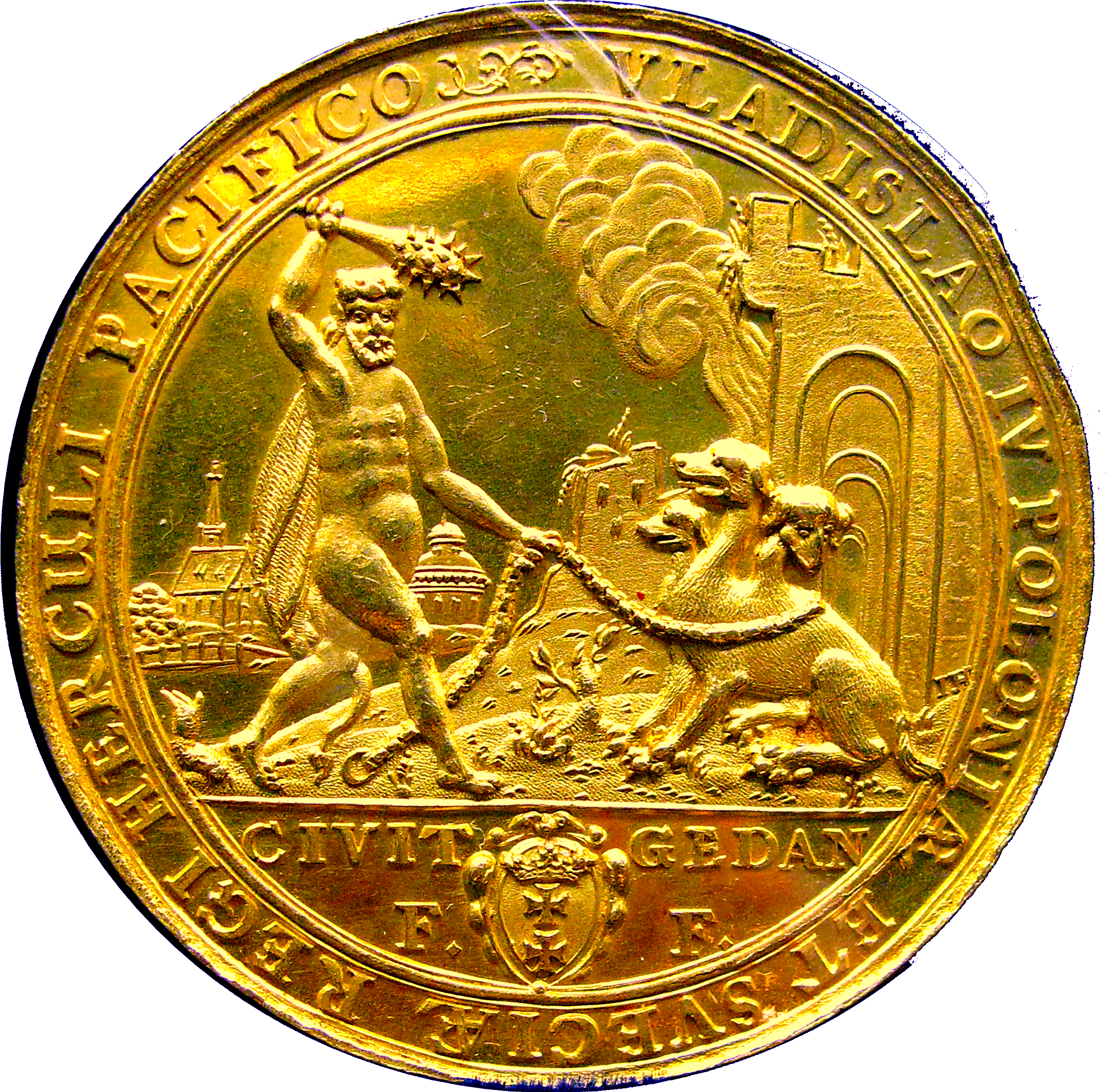
Médaille commémorative de la victoire en 1637 du roi de Pologne Ladislas IV Vasa contre la Russie, la Turquie et la Suède, figurant Héraclès capturant Cerbère.
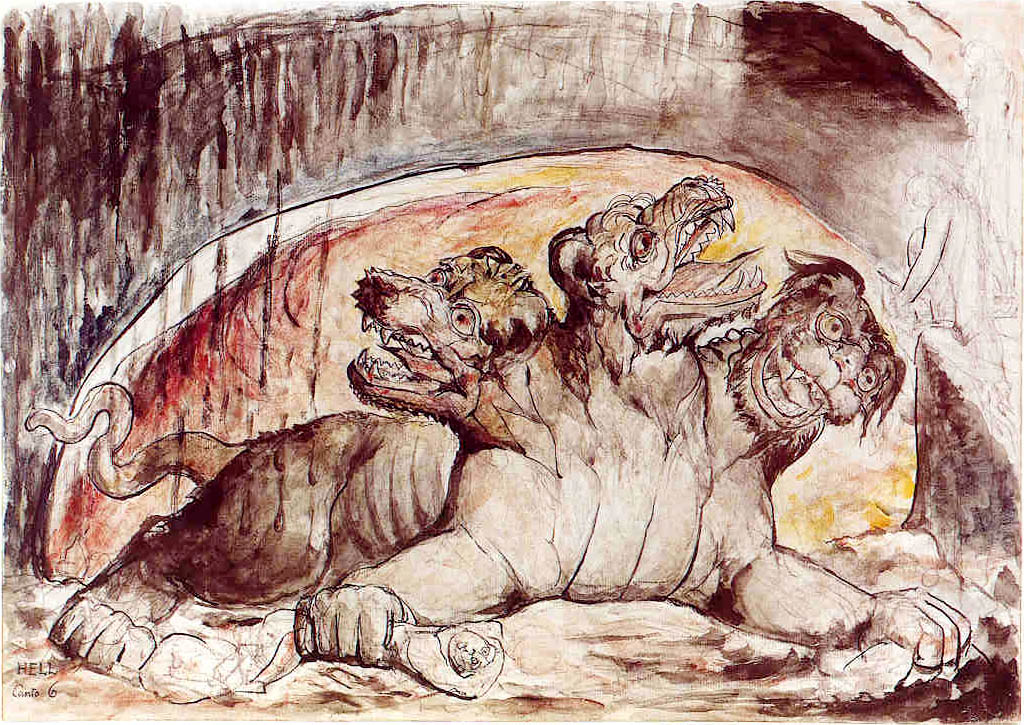
Illustration de Cerbère par William Blake (XVIIIe siècle).
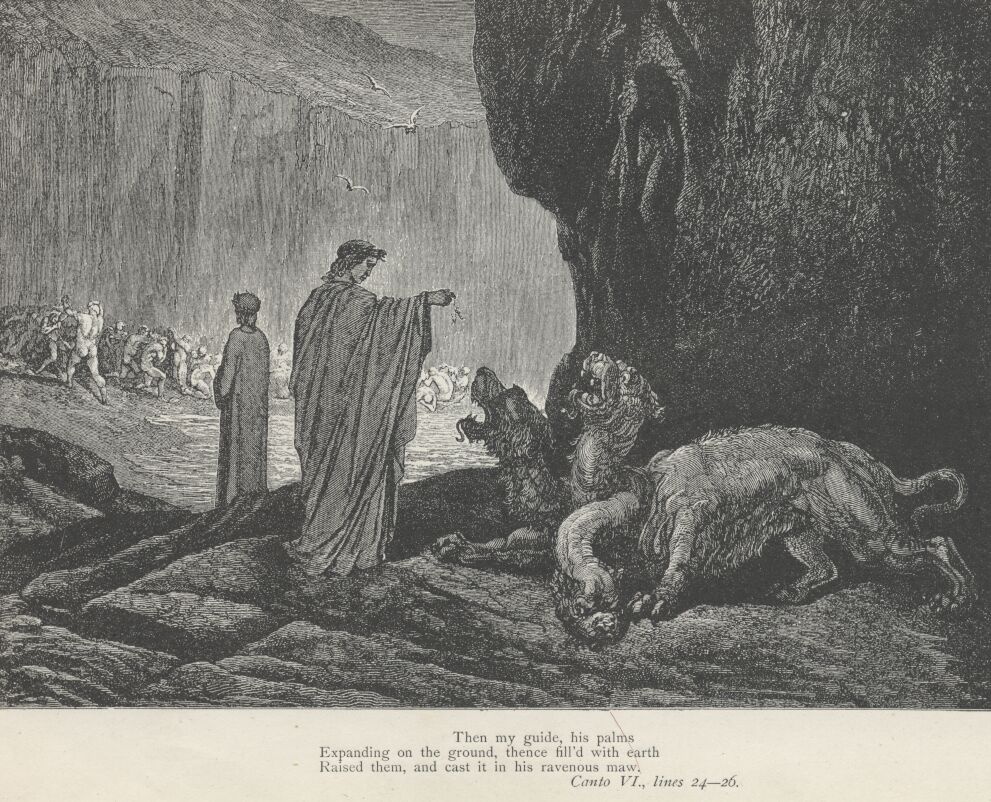
Virgile nourrissant Cerbère dans le troisième Cercle de l'Enfer. Illustration de L'Enfer de Dante par Gustave Doré (XIXe siècle).

## Dans la culture populaire

### Littérature
- Dans La Capture de Cerbère (1947) d'Agatha Christie, le personnage d'Hercule Poirot enquête dans le cabaret « L'Enfer », surveillé par un chien nommé Cerbère.
- Dans Harry Potter à l'école des sorciers (1997) de J. K. Rowling, le chien Touffu est inspiré de Cerbère. Le personnage est également présent dans l'adaptation en film et en jeu-vidéo.
- Dans Amos Daragon : La Clé de Braha (2003) de Bryan Perro.
- Dans Percy Jackson, Le Voleur de foudre (2005) de Rick Riordan.
- Dans les sagas Demonica et Les cavaliers de l'apocalypse (2008-2019) de Larissa Ione. Dans le tome 1 des Cavaliers de l'apocalypse intitulé « Guerre », Cerbère sauve Cara d'une mort certaine.
- Dans Le cerbère blanc (2020) de Pierre Raufast.
- Dans La Prophétie des Songes, Morpheus, tome 1 (2020) d'Aloïsia Dehedin.
- Dans One Piece, épisode 339, cerbère garde l'entrée d'une ile dédiée aux morts

### Cinéma
- Dans le film d'animation Hercule (1997), Cerbère apparaît comme le chien de compagnie et de garde de Hadès.
- Dans Zombillénium (2017), le niveau des enfers est gardé par un Cerbère humanoïde, dont les deux têtes de Berger allemand et de Rottweiler encadrent celle, bien plus petite, d'un Yorkshire terrier.
- Dans Scooby ! (2020) de Tony Cervone, les personnages enquêtent sur un chien-fantôme nommé Cerbère.
- Dans SOS Fantômes : L'héritage  (2021), Cerbère et le maître des clés sont les deux protecteurs de Gozer.

### Télévision
- Dans le téléfilm Cerberus (2005) de John Terlesky.
- Dans la série Teen Wolf (2011–2017), avec l'adjoint du shérif Jordan Parish.

### Jeux vidéo
- Dans Le Maître de l'Olympe : Zeus, Cerbère est la créature rattachée à Hadès. En construisant un sanctuaire dédié à Hadès, Cerbère protège la cité du joueur contre les invasions ennemies.
- Dans Devil May Cry 3 : L'Éveil de Dante, Cerberus est un chien tricéphale contrôlant la glace. Il est le deuxième boss du jeu.
- Dans World of Warcraft, le personnage de Guarm du raid « Le jugement des Valeureux » est un chien à trois têtes.
- Dans Kingdom Hearts et Kingdom Hearts 2.
- Dans Titan Quest: Immortal Throne, Cerbère est un des monstres à affronter.
- Dans la série Mass Effect, Cerberus est le nom d'une puissante organisation terroriste qui vise la suprématie de l'humanité dans l'univers, au détriment des autres espèces.
- Dans League of Legends, l'apparence de Nasus Infernal, quand il est sous sa forme ultime, le montre avec trois têtes de chien rouges avec des gueules enflammées.
- Dans plusieurs épisodes de la série Final Fantasy.
- Dans Kid Icarus Uprising, l'un des trois lieutenants de Medusa s'appelle Cerberos.
- Dans Smite, Cerbère est un des personnages jouables.
- Dans Hades.
- Dans Assassin's Creed Odyssey, le joueur affronte Cerbère dans l'épisode 2, « Le Tourment d'Hadès », du second DLC, « Le Sort de l'Atlantide ».
- Dans la série God of War, plusieurs monstres apparaissent sous le nom de Cerbère, prenant la forme de chiens tricéphales.
- Dans Manhunt, les membres d'une milice paramilitaire privée chargée de la protection de Starkweather, l'antagoniste du jeu sont appelés les « Cerbères » (Cerberus en VO).